# 普馬瓦因山 (卡塔克區)
9°50′26″S 77°16′51″W / 9.84056°S 77.28083°W
普馬瓦因山（Pumahuaín），是秘魯的山峰，位於該國北部安卡什大區，由雷奈伊省的卡塔克區負責管轄，屬於布蘭卡山脈的一部分，海拔高度5,008米。